# Säge-Spaltautomat

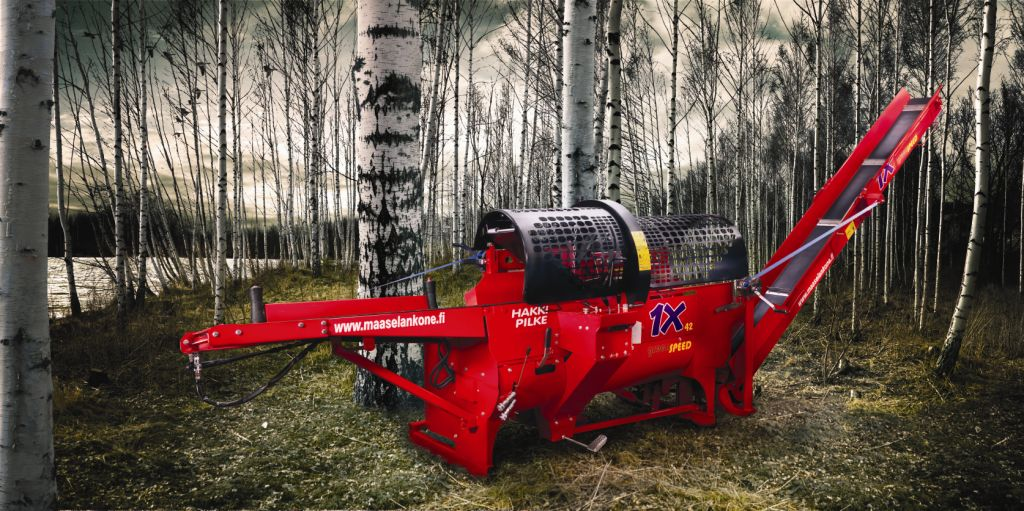
Säge-Spaltautomat von EiFo

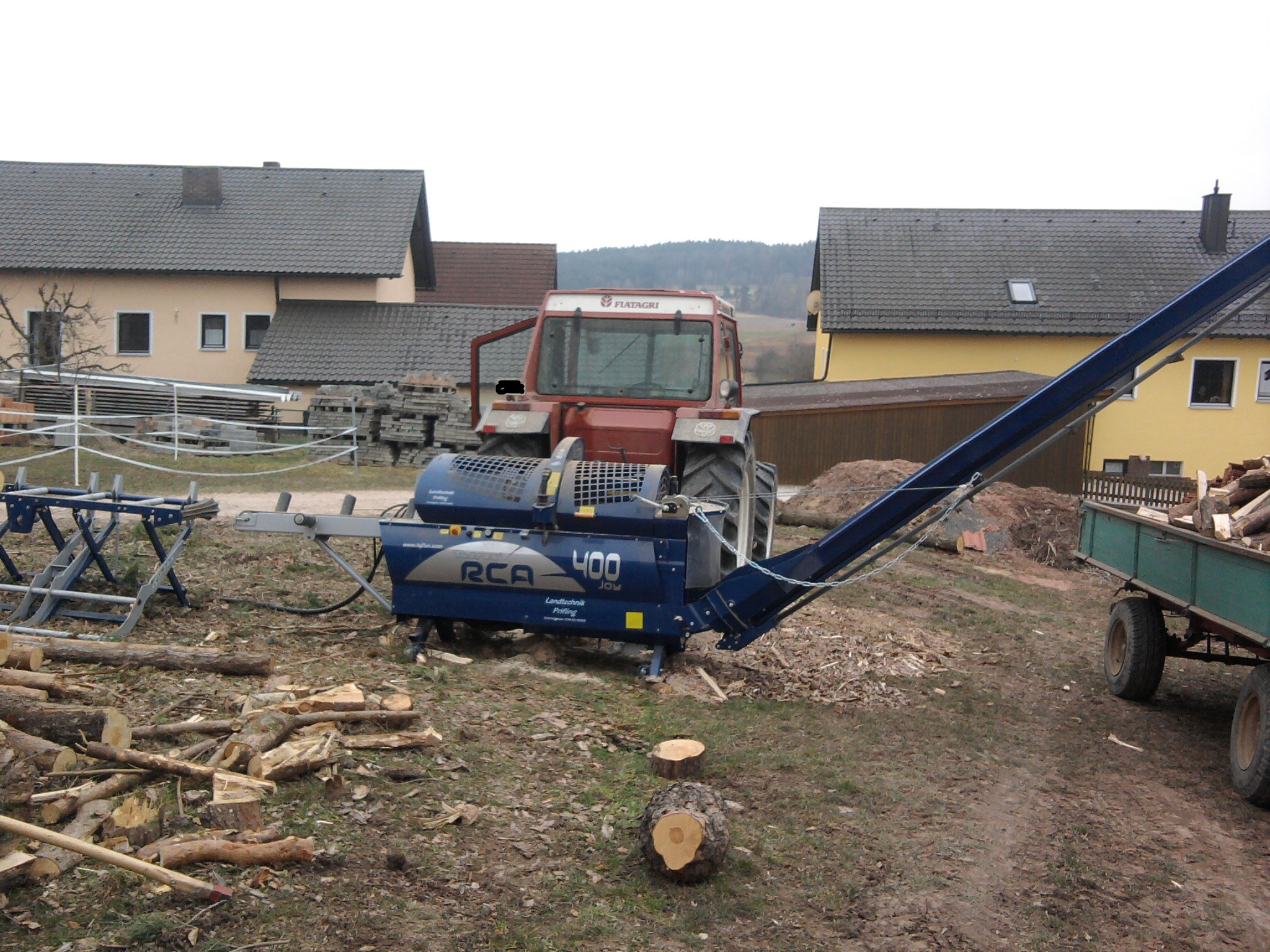
Säge-Spaltautomat Tajfun RCA 400 Joy

Ein Säge-Spaltautomat ist eine Maschine, die Brennholz schneller produziert als es mit früher üblichen Verfahren möglich war.

## Vorgehensweise ohne Maschine
Für die reine Verarbeitung mit der Axt waren zur Herstellung von Brennholz fünf Arbeitsschritte nötig:
1. Ein Baum muss gefällt und entastet werden.
2. Der geerntete Baum muss (i. d. R.) aus dem Wald geholt werden.
3. Der Baum muss mit einer Säge auf die gewünschte Länge geschnitten werden.
4. Die auf ein gewünschtes Maß gekürzte Stämme müssen gespalten werden.
5. Das gespaltene Brennholz muss eingelagert werden.

## Vorgehensweise mit Maschine
Die Arbeitsschritte 1 und 2 lassen sich bislang nicht einfacher gestalten. Mithilfe eines Säge-Spaltautomaten lassen sich die Schritte 3 und 4 kombinieren und die Arbeit schneller und leichter gestalten.
Der Baumstamm wird mithilfe eines Stammhebers, einer Stammauflage oder eines Kettenförderers in den Säge-Spaltautomaten mittels eines Einzugbandes in die Maschine transportiert. Dort wird, je nach Einstellung der gewünschten Länge des Brennholzes (i. d. R. 33 cm), auf diese Länge abgeschnitten. Hierzu kann eine Sägekette oder ein Sägeblatt eingesetzt werden. Anschließend wird der abgesägte Stamm mithilfe eines Hydraulikzylinders durch ein Spaltkreuz gedrückt. Dieses ist mit unterschiedlichen Spaltwerkzeugen (z. B. für Spaltung in 2 Teile, in 4, 6, 8 oder 12 Teilen) austauschbar. Damit lässt sich auch die Stärke des Brennholzes steuern. Das gespaltene Holz wird mit einem Austragsband automatisch abtransportiert.
Um noch effektiver arbeiten zu können, wurde für Schritt 5 ein Containersystem entwickelt. Dieses wird mit einem speziellen UV-beständigen Holzsack ausgestattet. Die Befüllung erfolgt automatisch, indem das Containersystem unter das Austragsband gestellt wird und das gespaltene Brennholz hineinfällt. Zur Lagerung muss nur noch die Palette, auf der der Holzsack steht, mit einem Hubwagen oder ähnlichem abtransportiert werden.